# Rue Metcalfe
Pour les articles homonymes, voir Metcalfe.
Pour la rue d'Ottawa, voir Rue Metcalfe (Ottawa).
La rue Metcalfe est une voie de Montréal.

## Situation et accès
Située une rue à l'est de la rue Peel, cette rue commerciale d'axe nord-sud, du centre-ville de Montréal dans l'arrondissement Ville-Marie relie la rue Sherbrooke au boulevard René-Lévesque. Au sud de ce boulevard, la rue change de nom pour devenir la rue de la Cathédrale.

## Origine du nom
La rue tient son nom du baron Charles Theophilus Metcalfe (1785-1846), 16e gouverneur général du Canada.

## Historique

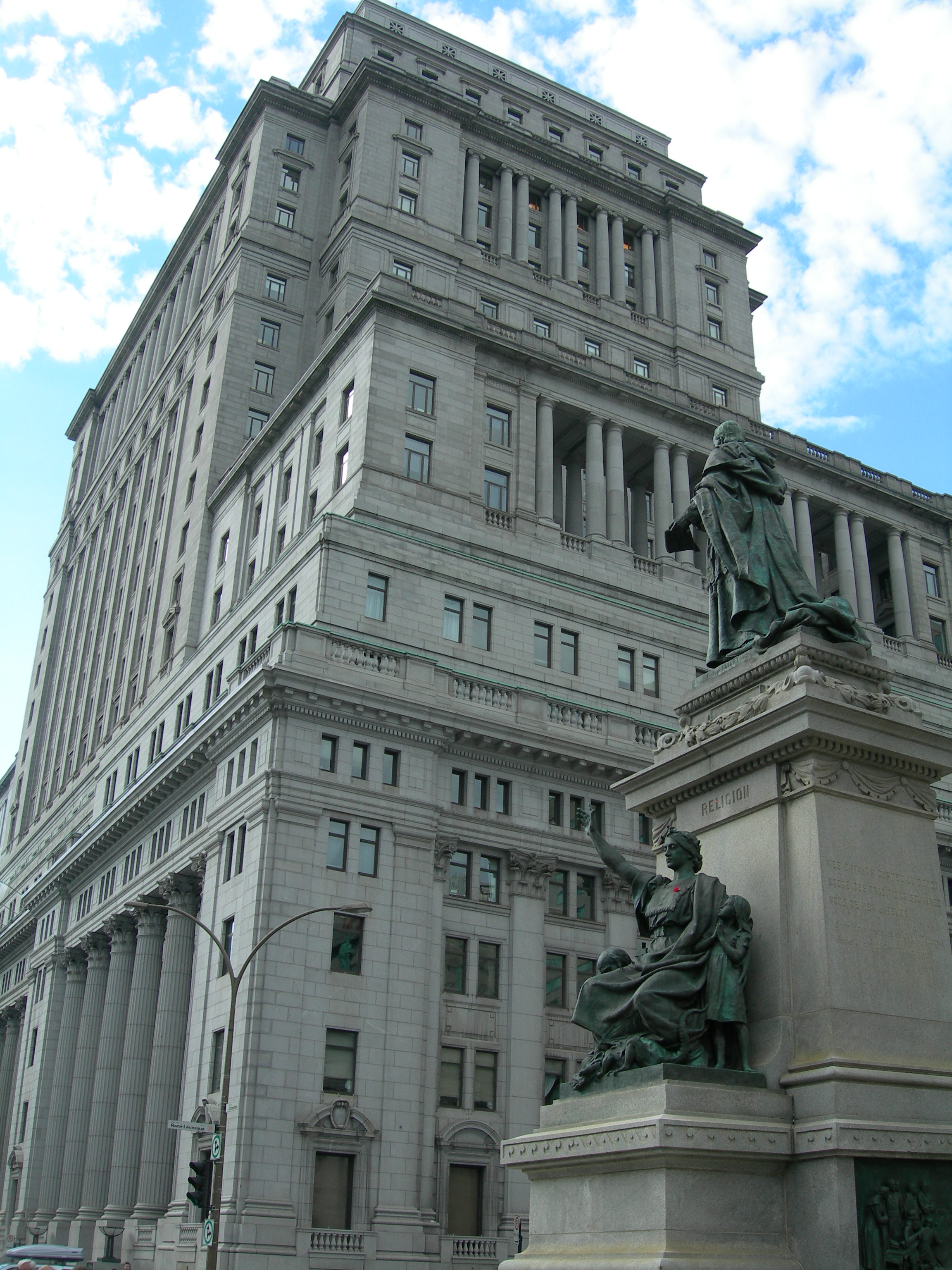
Édifice de la Financière Sun Life

Elle est ouverte sous sa dénomination actuelle au milieu du XIXe siècle.

## Bâtiments remarquables et lieux de mémoire
- Square Dorchester
- Édifice Sun Life
- Basilique-cathédrale Marie-Reine-du-Monde de Montréal
- Plusieurs édifices à bureaux et commerces.

## Source
- Ville de Montréal. Les rues de Montréal. Répertoire historique. Montréal, Méridien, 1995, p. 332–333.